# Orosi
Orosi è un distretto della Costa Rica facente parte del cantone di Paraíso, nella provincia di Cartago, a 35km al sud-est della capitale San José.
Orosi si situa al fondo di una valle dal clima umido; l'area è quindi circondata da colline coperte da vegetazione esuberante.

## Storia
Orosi è una delle comunità più antiche del paese: prima dell'arrivo dei conquistadores spagnoli, vivevano nella valle gruppi di indigeni di etnia caribe, huetares e bribrì. Al momento dell'arrivo degli spagnoli nel XVI secolo, sulla valle regnava il monarca huetaro Xarcopa. La regione di Orosi fu esplorata nel 1561 da Diego de Velázquez y Quiñonez e da Vera Bustamante, due tenenti di Juan de Cavallón y Arboleda, primo conquistador della Costa Rica. 
Nel 1570 avvenne la fondazione della parrocchia di Ujarrás, che diede inizio all'evangelizzazione francescana dell'area che ebbe come conseguenza l'intensificazione delle culture del cacao e del tabacco, incrementando la colonizzazione spagnola. Negli anni 1614, 1690 e 1694, varie epidemie decimarono la popolazione, annientando praticamente gli indigeni della valle del fiume Reventazón. Così la zona si spopolò completamente durante il XVII secolo, per essere di ripopolata nel secolo successivo da missionari francescani con indigeni di etnia cabécar deportati dalla cordigliera di Talamanca.

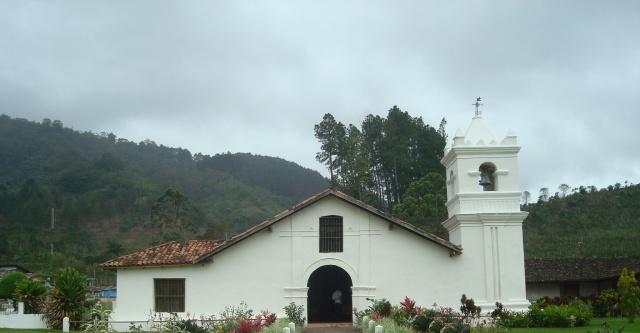
Chiesa di Orosi

Nel 1743 fu costruito il convento dei Padri Franciscani di Orosi e nel 1753, la parroquia. La chiesa si finalizzò nel 1766, una costruzione di adobe e canna che sussiste tutt'oggi. Il complesso del convento con la sua chiesa coloniale sono oggi Patrimoni Nazionali della Costa Rica.